# Всемирный день борьбы со СПИДом
Всемирный день борьбы со СПИДом — международный день ООН, отмечается 1 декабря. Впервые провозглашён ВОЗ в 1988 году, с 1996 года проводится ЮНЭЙДС. День учрежден с целью повышения осведомлённости об эпидемии СПИДа, вызванной распространением ВИЧ-инфекции, а также как день памяти жертв этого заболевания. Многие государственные, общественные и медицинские организации по всему миру в этот день проводят просветительские и диагностические мероприятия.

## Цели
Целью Всемирного дня борьбы против СПИДа является повышение глобальной осведомленности о ВИЧ и СПИДе и демонстрация международной солидарности перед лицом пандемии. В этот день партнёрам из государственного и частного сектора предоставляется наиболее реальная возможность распространить информацию о статусе пандемии и содействовать прогрессу в профилактике и лечении ВИЧ и СПИДа, а также уходе за больными людьми в странах с высокой распространённостью этой болезни и во всём мире.
По оценкам ЮНЭЙДС 2004 года, 35,7 миллиона человек в возрасте от 15 до 49 лет инфицированы ВИЧ, из них 26 миллионов — работающие люди. Если в расчеты включить данные по всем категориям лиц трудоспособного возраста, в том числе в возрасте до 64 лет, а также по всем, кто трудится в неформальной экономике на дому и вне дома, то численность инфицированных ВИЧ людей, принадлежащих к категории работников, достигнет 36,5 миллионов.
В настоящее время[когда?] почти одна треть всех новых случаев инфицирования и случаев смерти от СПИДа происходит в восьми африканских странах, расположенных к югу от Сахары.

## История
Инициатива проведения всемирного дня борьбы со СПИДом впервые была выработана в августе 1987 года Джеймсом В. Бунном и Томасом Неттером (James W. Bunn, Thomas Netter) сотрудниками по вопросам общественной информации для Глобальной программы по борьбе со СПИДом Всемирной организации здравоохранения в Женеве, Швейцария. Джонатан Манн, директор Глобальной программы по СПИДу, принял их идею. Ему понравилась концепция и он согласился с тем, что проведение первого Всемирного дня борьбы со СПИДом должно состояться 1 декабря 1988 года.
Бунн предложил дату 1 декабря, чтобы обеспечить освещение в западных СМИ, что, по его мнению, имело жизненно важное значение для успеха Всемирного дня борьбы со СПИДом. Он посчитал, что, поскольку 1988 год был годом выборов в США, средства массовой информации устанут освещать выборы и захотят найти свежую историю. Бунн и Неттер посчитали, что 1 декабря идеальное время после выборов, и достаточное время до рождественских каникул. По сути, это белое пятно на новостном календаре и, таким образом, идеальный срок для Всемирного дня борьбы со СПИДом.
Объединённая программа ООН по ВИЧ/СПИД (ЮНЭЙДС) начала функционировать в 1996 году, взяв на себя планирование и продвижение (без начального старта) Всемирного дня борьбы со СПИДом. Вместо того, чтобы сосредоточить внимание на одном дне, ЮНЭЙДС призвала в 1997 году сосредоточить внимание на круглогодичной связи, профилактике и образовании.
В 2004 году Всемирная кампания против СПИДа стала самостоятельной организацией.

## Темы

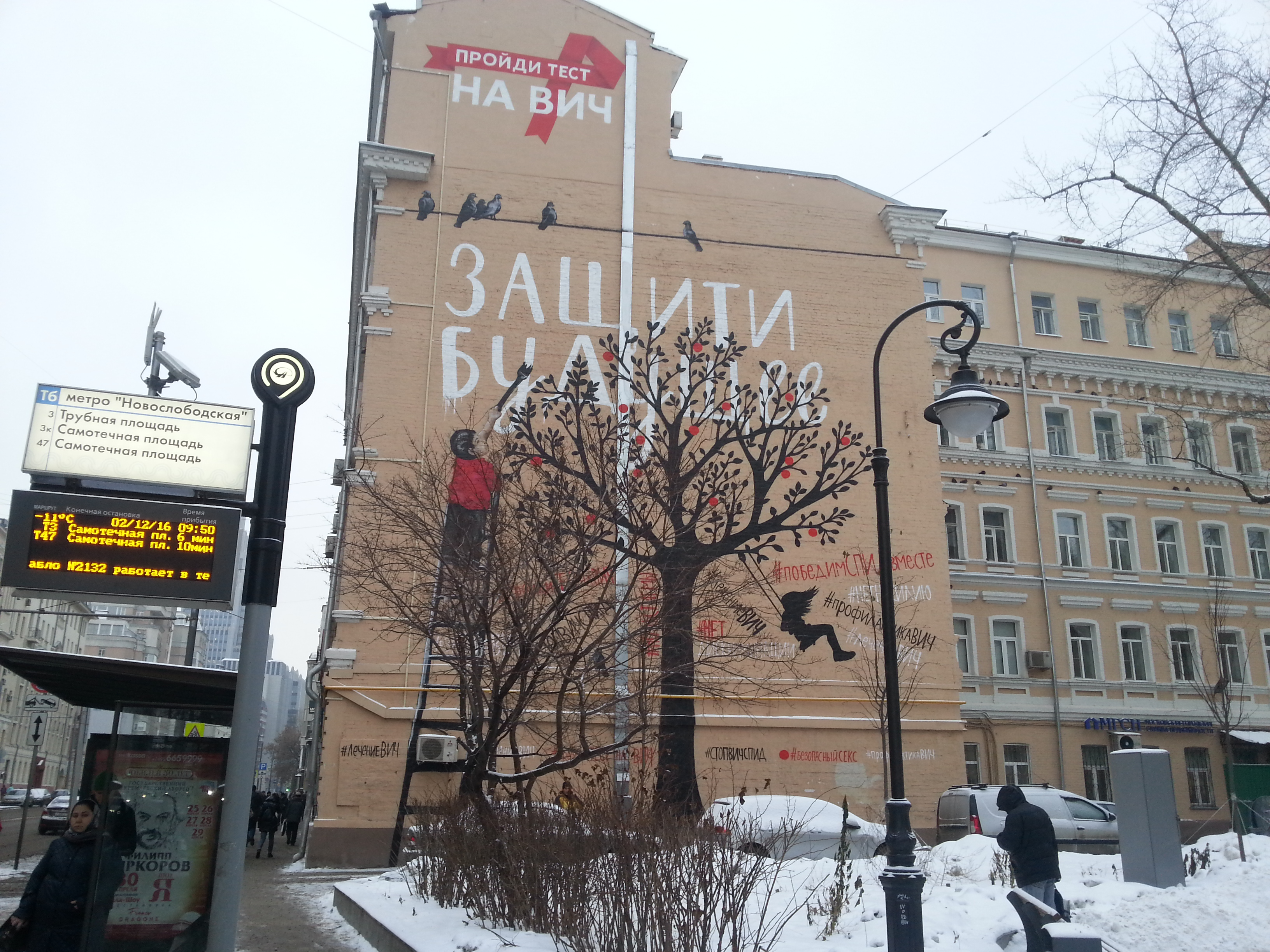
Социальная реклама «Защити будущее. Пройди тест на ВИЧ». Долгоруковская улица (Москва), 2 декабря 2016 года

С момента своего создания и до 2004 года, ЮНЭЙДС возглавляла кампании Всемирного дня борьбы со СПИДом, выбирая темы, ежегодно консультируясь с другими международными организациями здравоохранения.
По состоянию на 2008 год, каждый год после обширных консультаций с людьми, организациями и правительственными учреждениями, участвующими в деле предотвращения и лечения ВИЧ и СПИДа, Международным организационным комитетом выбирается тема Всемирного дня борьбы со СПИДом. Каждый Всемирный день борьбы со СПИДом проводится под девизом. В 2005—2008 годах это был девиз «Остановите СПИД. Сдержите обещание». Эта тема ставит главной целью призвать политических лидеров сохранить свои обязательства по обеспечению всеобщего доступа к профилактике ВИЧ и СПИДа, лечению, уходу и поддержке к 2010 году.
Девизы Всемирного дня, принятые в России:
- 1988: Объединенный мир против СПИДа
- 1989: Молодежь и СПИД
- 1990: Женщины и СПИД
- 1991: Вместе принять вызов
- 1992: СПИД: обязательства, принятые обществом
- 1993: Время действовать
- 1994: СПИД и семья
- 1995: Общие права, общая ответственность
- 1996: Один мир, одна надежда
- 1997: Дети, живущие в мире, где есть СПИД
- 1998: Движущая сила перемен
- 1999: Слушай, учись, живи!
- 2000: СПИД: Многое зависит от мужчин[3]
- 2001: Мне не все равно … а тебе?[4]
- 2002—2003: Гонение и дискриминация: Живи и дай жить другим[5]
- 2004: Женщины, девушки и ВИЧ/СПИД[6]
- 2005—2010: Остановите СПИД. Выполните обещание[7]
- 2011—2015: В направлении цели «ноль»[8]